# Silnice II/473
Silnice II/473 je silnice II. třídy v Moravskoslezském kraji (v okresech Frýdek-Místek, Ostrava-město a Karviná) spojující Frýdek-Místek a Petřvald.

## Průběh
Silnice začíná jihozápadně od Frýdku-Místku na křižovatce se silnicí I/48, pokračuje severovýchodním směrem do Místku na křižovatku s D56 (která v tomto místě končí a pokračuje jako I/56) a následně do Frýdku, kde je peáž se silnicí II/477. Po opuštění Frýdku-Místku se silnice stáčí na sever a pokračuje přes Sedliště, okrajovou část katastrálního území Bruzovic a Kaňovic do okresu Ostrava-město. Zde pokračuje severním směrem přes Václavovice a Šenov (křižovatka s I/11 a II/479) do okresu Karviná, kde v Petřvaldu končí na křižovatce se silnicí I/59.
V úsecích mezi křižovatkou s D56 a peáží s II/477 ve Frýdku-Místku je silnice čtyřpruhová, ve zbytku trasy dvoupruhová.